# Stele di Mesha
La stele di Mesha (nota nel XIX secolo come pietra moabita) è una pietra in basalto nero, situata in Giordania, che riporta un'iscrizione effettuata nel IX secolo a.C. da re Mesha dei Moabiti.
L'iscrizione, risalente all'840 a.C., ricorda le vittorie di Mesha su "Omri re di Israele" e sul figlio, che aveva oppresso i Moabiti. È la più lunga iscrizione mai rinvenuta tra quelle che si riferiscono all'antico Israele (la "Casa di Omri"). Riporta quello che è generalmente considerato come il più antico riferimento semitico extra-biblico al nome Yahweh (YHWH), i cui beni del tempio furono saccheggiati da Mesha e consegnati al proprio dio Chemosh. Lo studioso francese André Lemaire ha ricostruito una parte della riga 31 della stele, affermando che si tratta di un riferimento alla "Casa di Davide".
La pietra è alta 124 cm e larga e profonda 71 cm, arrotondata in alto. Fu scoperta sul sito dell'antica Dibone (oggi Dhiban), nell'agosto del 1868 dal reverendo Frederick Augustus Klein (1827–1903), un missionario tedesco della Church Mission Society. Gli abitanti locali la ruppero durante un litigio riguardo alla sua proprietà, ma uno schizzo (un calco in cartapesta) era stato ottenuto da Charles Simon Clermont-Ganneau, e molti dei frammenti sono stati in seguito recuperati ed uniti dallo stesso Clermont-Ganneau. Lo schizzo (mai pubblicato) e la stele riassemblata sono ora esposte presso il Museo del Louvre.

## Descrizione
La stele misura 124 per 71 cm. Le sue 34 righe descrivono:
1. Come i Moabiti furono oppressi da "Omri re di Israele", come risultato della rabbia del dio Chemosh
2. La vittoria di Mesha sul figlio di Omri (non citato) e sugli uomini di Gad ad Ataroth, ed a Nebo e Jehaz
3. I suoi progetti per gli edifici, il restauro delle fortificazioni della sua roccaforte e la costruzione di un palazzo e di una cisterna per l'acqua
4. Le sue guerre contro gli Horonaim.

## Lingua
È scritta in lingua moabita, con l'antico alfabeto fenicio, ed è "molto simile" all'ebraico biblico standard.

## Importanza

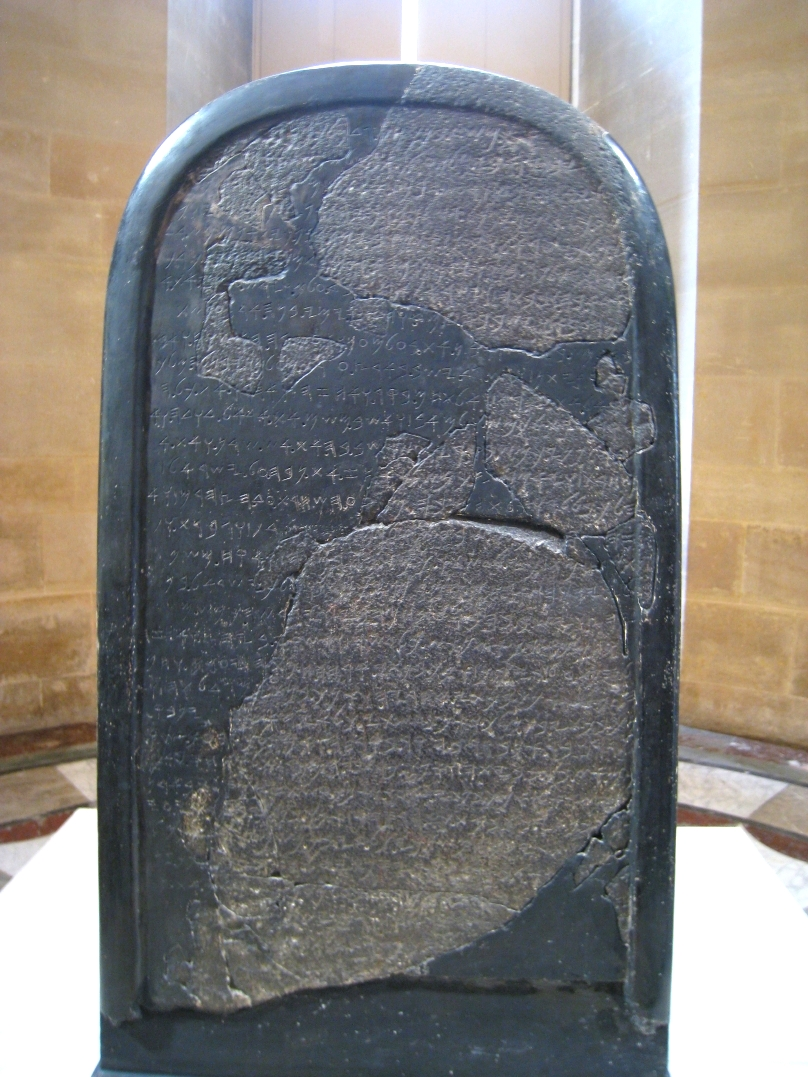
Foto della stele al Louvre (senza vetro)

L'iscrizione è coerente con gli eventi storici riportati nella Bibbia. Eventi, nomi e luoghi citati nella stele di Mesha corrispondono a quelli citati nella Bibbia. Ad esempio, Mesha viene descritto come re di Moab nel secondo libro dei Re (3:4: "Mesa re di Moab era un allevatore di pecore. Egli inviava al re di Israele "centomila agnelli e la lana di centomila arieti" e Chemosh viene citato in molti passi della Bibbia come dio locale di Moab (primo libro dei re 11:33, 21:29, ecc.). Il regno di Omri, re di Israele, è descritto nel primo libro dei Re (16), e l'iscrizione cita numerosi territori (Nebo, Gad, ecc.) che appaiono anche nella Bibbia.  Infine, il secondo libro dei Re (3) parla di una rivolta di Mesha nei confronti di Israele, a cui Israele rispose alleandosi con Giuda ed Edom per sedarla.
Secondo alcuni studiosi ci sarebbe un'incongruenza nei tempi della rivolta tra la stele di Mesha e la Bibbia.  L'ipotesi si basa sul presupposto che la successiva frase della stele faccia riferimento al figlio di Omri, Acab.
In altre parole, secondo questi studiosi l'iscrizione afferma che la rivolta di Mesha avvenne durante il regno del figlio di Omri, Acab. Dato che la Bibbia parla di rivolta avvenuta durante il regno di Jehoram (nipote di Omri), questi studiosi affermano che i due racconti siano inconsistenti.
Altri studiosi hanno fatto notare che l'iscrizione non fa esplicito riferimento ad Acab. Nell'italiano moderno, il termine "figlio" fa riferimento ad un figlio maschio discendenza diretta dei genitori. Nell'antico vicino Oriente, però, il termine veniva utilizzato per indicare qualsiasi discendente maschio. Inoltre, "figlio di Omri" era un titolo comune per ogni discendente maschio di Omri e potrebbe anche fare riferimento a Jehoram. Supponendo che "figlio" significhi "discendente", i due racconti sarebbero consistenti. Ai tempi la definizione di "discendente di Omri" era "bît Humri", come confermato dai registri assiri.

## Ricostruzione di [D]VD nella riga 31 ed interpretazione di )R)L DVDH nella riga 12
Nel 1994, dopo aver esaminato sia la stele di Mesha che la cartapesta del Louvre, lo studioso francese André Lemaire disse che la riga 31 della stele di Mesha riportava la frase "la casa di Davide". Lemaire dovette immaginare una lettera distrutta, la prima "D" di [D]VD ("di [D]avide") per ricostruire la frase. La frase completa della riga 31 sarebbe quindi "Riguardo a Horonen, qui vi visse la casa di [D]avid", וחורננ. ישב. בה. בת[ד]וד. (le parentesi quadre [ ] racchiudono le lettere o le parole inserite dove furono distrutte e dove i frammenti sono tuttora irreperibili). Baruch Margalit ha tentato di utilizzare una lettera diversa, la "m", trasformandola in: "Ora Horoneyn fu occupata alla fin[e] del [regno del mio pre]decessore dagli [Edom]iti". Nel 2001 un altro francese, Pierre Bordreuil, scrisse che egli ed altri studiosi non potevano confermare l'ipotesi di Lemaire. Se Lemaire avesse ragione, esisterebbero due antichi riferimenti alla dinastia di Davide, uno sulla stele di Mesha (metà del IX secolo a.C.) e l'altra sulla stele di Tel Dan (metà del IX secolo a.C. - metà dell'VIII secolo a.C.).
Nel 1998 un altro studioso, Anson Rainey, tradusse una difficile coppia di parole nella riga 12 della stele di Mesha, אראל. דודה, come ulteriore riferimento a Davide. La riga in questione recita: "Io (Mesha) portai da qui (la città di Ataroth) l'ariel del suo DVD (o: il suo ariel di DVD) ed io lo trascinai davanti a Chemosh a Qeriot". Il significato di "ariel" e "DWDH" non è chiaro. "Ariel" potrebbe derivare etimologicamente da "leone d'oro" o "altare-cuore"; "DWDH" significa letteralmente "il suo amato", ma può anche significare "il suo (X) di Davide". L'oggetto preso da Mesha nella città israelita potrebbe quindi essere "l'immagine leonina del loro amato (dio)", identificando "ariel" con il culto del leone associato all'amato dio Ataroth; o, secondo la lettura di Rainey, "il suo altare-cuore davidico".
Nel 2019 gli studiosi Israel Finkelstein, Nadav Na'aman e Thomas Römer pubblicarono uno studio nel quale sostennero invece che la riga 31 non si riferisse a Davide, bensì a Balak, leggendario re di Moab menzionato nel Libro dei Numeri. Rispondendo a tale proposta, lo studioso di epigrafi Michel Langlois ha invece pubblicato un suo studio, nel quale ha sostenuto la originaria teoria di Lemaire.

## Il ritrovamento della stele[22]
Charles Montagu Doughty, nel suo studio pubblicato nel 1888, dice che gli fu detto che lo sceicco di Kerak, Mohammed Mejelly, aveva venduto la pietra ai crociati Franchi a Gerusalemme, e che il Beni Haneydy, il clan sulla cui terra si trovava Dibone, chiesero a Mejeely una quota del ricavato. Quando la richiesta fu rifiutata, i Beni Haneydy attaccarono la spedizione che stava trasportando la pietra a Gerusalemme, uccidendo cinque componenti della scorta e perdendo tre dei loro uomini. Riportarono la pietra a casa loro. A Doughty fu anche detto che i Franchi pagarono 40 sterline per la morte dei cinque uomini.
Sei anni dopo il reverendo Archibald Henry Sayce disse che il consolato francese di Gerusalemme aveva saputo della scoperta del reverendo F. Klein e che, l'anno successivo, il loro dragomanno Clemont-Ganneau inviò Selim el-Qari a fare un calco in cartapesta e ad offrire 375 sterline per la pietra. Sfortunatamente era già stato raggiunto un accordo con i Prussiani per 80 sterline. Sentendo che la pietra era aumentata di valore, il governatore di Nablus minacciò di riprenderne il possesso. Piuttosto che non avere niente, la pietra fu scaldata e poi distrutta bagnandola con acqua fredda. I vari pezzi finirono in famiglie diverse, che le nascosero nei granai per "fungere da talismani per proteggere il grano dal degrado".
Nel 1958 i resti di un'iscrizione simile furono trovati nei pressi di Al-Karak.